# Остров сокровищ (фильм, 1999)
«О́стров сокро́вищ» (англ. Treasure Island) — приключенческий фильм режиссёра Питера Роу, экранизация одноимённого романа Р. Л. Стивенсона.

## Сюжет
Действия происходят в 1759 году. Капитан Смолетт, Сквайр Трелони и доктор Ливси лишают Джима Хокинса его доли сокровищ. После этого, Хокинс объединяется с Джоном Сильвером; они убивают Смолетта, Трелони и Ливси и вместе с Беном Ганном сбегают с острова.

## В ролях
| Актёр               | Роль                    |
| ------------------- | ----------------------- |
| Джек Пэланс         | долговязый Джон Сильвер |
| Кевин Зегерс        | юноша Джим Хокинс       |
| Кристофер Бенджамин | сквайр Трелони          |
| Малкольм Стоддард   | капитан Смоллетт        |
| Дэвид Робб          | доктор Дэвид Ливси      |
| Патрик Бергин       | пират Билли Бонс        |
| Аль Эштон           | пират Джордж Мэрри      |
| Уолтер Спэрроу      | островитянин Бен Ганн   |
| Коуди Пэланс        | пират Слепой Пью        |
| Дермот Кини         | пират Израэль Хэндс     |

## Производство
Съемки фильма проходили на острове Мэн, фильм был спродюсирован студией Columbia TriStar и Fries Film Group.

## Критика
На агрегаторе рецензий Rotten Tomatoes фильм имеет 31 % «свежести» на основе 13 рецензий критиков. Тодд Маккарти из Variety отметил «интересные идеи сценария» и раскритиковал «несогласованность» повествования. Майкл Аткинсон из Village Voice отметил «заимствование образов у доктора Стрейнджлав и Сказки туманной луны после дождя» и назвал фильм «нереализованным».
Стивен Холден из New York Times также отметил «интересные идеи фильма» заметив «слишком грубый, чтобы оказать молчаливое влияние». Боб Грэм из San Francisco Chronicle написал про «сказочную логику фильма».